# 聂当乡
聂当乡（藏語：མཉེས་ཐང་）是中国西藏自治区拉萨市曲水县下辖的一个乡。

## 行政区划
聂当乡下辖：
德吉村和热堆村。

## 交通
- 318国道

## 寺庙
- 扎西岗寺